# نیکولا کوتکوف
نیکولا کوتکوف (بلغاری: Никола Тодоров Котков؛ ۹ دسامبر ۱۹۳۸ – ۳۰ ژوئن ۱۹۷۱) بازیکن فوتبال اهل بلغارستان بود.
از باشگاه‌هایی که در آن بازی کرده‌است می‌توان به باشگاه فوتبال لفسکی صوفیه و باشگاه فوتبال لوکوموتیو صوفیه اشاره کرد.
وی همچنین در تیم‌های ملی فوتبال زیر ۲۱ سال بلغارستان و بلغارستان بازی کرده‌است.